# Municipio de Vallers
El municipio de Vallers (en inglés: Vallers Township) es un municipio ubicado en el condado de Lyon en el estado estadounidense de Minnesota. En el año 2010 tenía una población de 214 habitantes y una densidad poblacional de 2,27 personas por km².

## Geografía
El municipio de Vallers se encuentra ubicado en las coordenadas 44°35′13″N 95°47′18″O / 44.58694, -95.78833. Según la Oficina del Censo de los Estados Unidos, el municipio tiene una superficie total de 94.4 km², de la cual 94,4 km² corresponden a tierra firme y (0 %) 0 km² es agua.

## Demografía
Según el censo de 2010, había 214 personas residiendo en el municipio de Vallers. La densidad de población era de 2,27 hab./km². De los 214 habitantes, el municipio de Vallers estaba compuesto por el 96,26 % blancos, el 0,47 % eran amerindios, el 0,47 % eran de otras razas y el 2,8 % eran de una mezcla de razas. Del total de la población el 1,87 % eran hispanos o latinos de cualquier raza.